# Rhachidelus brazili
Genre
Espèce
Statut de conservation UICN

 LC  : Préoccupation mineure
Rhachidelus brazili, unique représentant du genre Rhachidelus, est une espèce de serpents de la famille des Dipsadidae.

## Répartition
Cette espèce se rencontre :
- dans le sud du Brésil dans les États de São Paulo, du Paraná, du District fédéral, de Goiás, du Rio Grande do Sul, du Mato Grosso do Sul, du Mato Grosso, du Minas Gerais et du Tocantins ;
- dans le sud-est du Paraguay ;
- en Argentine dans les provinces de Misiones et de Córdoba.

## Publication originale
- Boulenger, 1908 : On a new genus of snake from Brazil. Annals and magazine of natural history, sér. 8, vol. 2, p. 31-32 (texte intégral).